# Löschleite
Koordinaten: 50° 29′ 43″ N, 11° 3′ 37″ O
Das Naturschutzgebiet Löschleite liegt im Landkreis Sonneberg in Thüringen. Das Gebiet erstreckt sich nördlich von Scheibe-Alsbach, einem Ortsteil der Stadt Neuhaus am Rennweg. Am südwestlichen Rand des Gebietes verläuft die Landesstraße L 1112, südlich fließt die Schwarza. Südöstlich erstreckt sich die rund 25 ha große Talsperre Scheibe-Alsbach.

## Bedeutung
Das rund 24,0 ha große Gebiet mit der Kennung 119 wurde im Jahr 1961 unter Naturschutz gestellt. 